# 임베디드 GNU C 라이브러리
임베디드 GNU C 라이브러리(줄여서 EGLIBC)는 glibc의 임베디드 버전으로 만든 변형의 일종이다.
2009년 6월 데비안 리눅스는 glibc에서 EGLIBC로 이동을 발표했다. 또한 아크 리눅스 측도 같은 방식으로 EGLIBC버전의 개발 버전을 내놓기로 했다.